# Zamek w Belcastel
Zamek w Belcastel (fr. Château de Belcastel) – zamek położony w miejscowości Belcastel, w departamencie Aveyron, we Francji. Od 5 marca 1928 roku posiada status monument historique, w kategorii inscrit (zabytek o znaczeniu regionalnym). 
Historia zamku sięga IX wieku, kiedy mieszkańcy Belcastel wznieśli kaplicę, która była rozbudowywana w ciągu następnych dwóch stuleci. W ten sposób powstał zamek. W XIII wieku pańszczyzna Belcastel została zrujnowana, a populacja zdziesiątkowana w wyniku krucjat. Bezpośrednim skutkiem tego wydarzenia było skonfiskowanie zamku przez domenę królewską i wykorzystanie go jako twierdzy wojskowej. W 1390 roku opiekę nad zamkiem powierzono rycerzowi o imieniu Saunhac. Wskrzesił on życie miejscowości przez renowację zamku, ale także poprzez budowę mostu i kościoła św. Marii Magdaleny (fr. église Sainte-Marie-Madeleine), które istnieją do dziś. Pod koniec XVI wieku ostatni potomkowie Saunhaca opuścili zamek. Dopiero 100 lat później przeszedł on w posiadanie mieszkańców Belcastel, którzy sprzedając kamienie z budynku spowodowali nieodwracalne zniszczenie zamku. 
W 1973 roku architekt Fernand Pouillon odkrył szczątki zamku w Belcastel i przez następne 8 lat czuwał nad jego renowacją. Przy odbudowie pracowało dziesięciu algierskich budowniczych, którzy korzystali z kamieniołomu na wzgórzu nad zamkiem. Odbudowali oni wszystkie wieże i mury nie używając żurawia ani maszyn. Na miejscu pracował również szklarz, który własnoręcznie odtworzył witraże z XVI wieku.